# Cromossoma 7

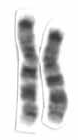
Par de cromossoma 7

O cromossoma 7 é um dos 23 pares de cromossomas do cariótipo humano. As pessoas normalmente têm duas cópias desse cromossomo. Cromossomo 7 abrange cerca de 159 milhões de pares de bases (o material de construto de DNA) e representa entre 5 e 5,5 porcento do DNA total em células.

## Genes
- RELN: Reelin